# Хурезу-Маре
Хурезу-Маре (рум. Hurezu Mare) — село у повіті Сату-Маре в Румунії. Входить до складу комуни Супур.
Село розташоване на відстані 420 км на північний захід від Бухареста, 36 км на південь від Сату-Маре, 95 км на північний захід від Клуж-Напоки.

## Населення
За даними перепису населення 2002 року у селі проживали 495 осіб.
Національний склад населення села:
| Національність | Кількість осіб | Відсоток |
| -------------- | -------------- | -------- |
| румуни         | 354            | 71,5%    |
| угорці         | 72             | 14,5%    |
| цигани         | 60             | 12,1%    |
| німці          | 8              | 1,6%     |

Рідною мовою назвали:
| Мова      | Кількість осіб | Відсоток |
| --------- | -------------- | -------- |
| румунська | 417            | 84,2%    |
| угорська  | 72             | 14,5%    |